# Pseudosasa japonica
Pseudosasa japonica,  bambú japonés, es una especie de gramínea de la subfamilia de las Bambusoideae. Es endémica de áreas templadas de Corea y de Japón. 

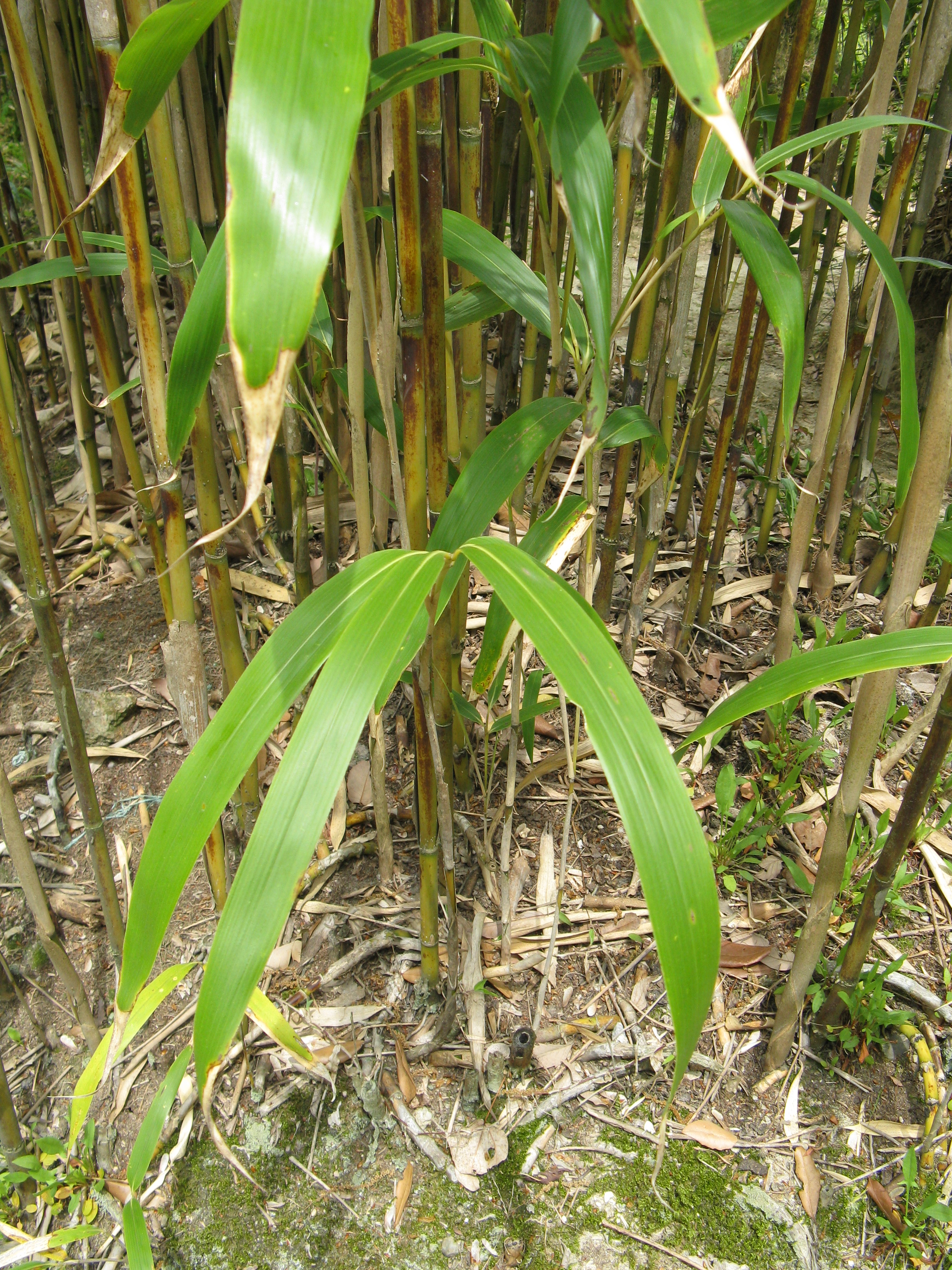
Detalle de la planta

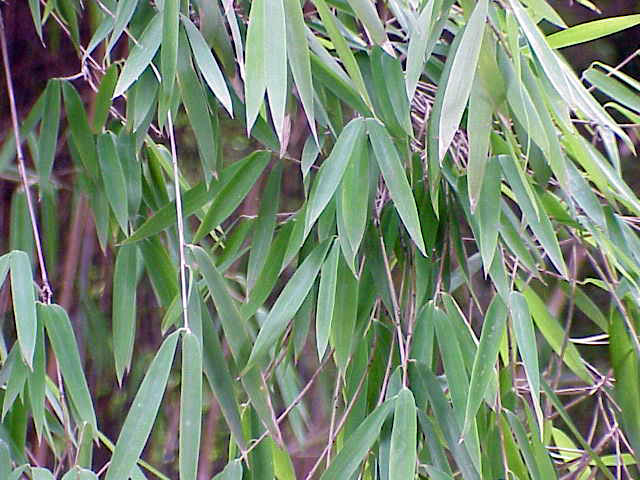
Detalle de las hojas

## Descripción
Presenta tallos, ascendentes, de hasta 5 m de altura, y 2 cm de diámetro en la base. Hojas caulinares, persistentes, amarillo-blanquecinas, con láminas reflexas. Una rama emerge de cada nudo,  solo en los nudos superiores; La lámina alcanza 3 dm de largo y 2 cm de ancho, y son glaucas en el envés. La inflorescencia llega hasta los 45 cm y está compuesta por pseudoespiguillas.

## Distribución y hábitat
Fue introducida a Estados Unidos en 1860 desde Europa. Crece asilvestrada en las islas de Japón; y es un bambú muy cultivado en el mundo. Es relativamente fácil de propagar clonalmente. Se adapta muy bien a casi cualquier hábitat, aunque como la mayoría de las Pseudosasas prefiere climas fríos. En EE. UU. se cultivan 4 variedades de la especie. En Japón se usa para fabricar canastos, abanicos y en la construcción de viviendas.

## Taxonomía
Pseudosasa japonica fue descrita por (Siebold & Zucc. ex Steud.) Makino ex Nakai y publicado en Journal of Japanese Botany 2(4): 15. 1920.
Etimología
Pseudosasa: nombre genérico que fue otorgado por su parecido al género Sasa.
japonica: epíteto geográfico que alude a su localización en Japón.
Sinonimia
- Arundinaria japonica Siebold & Zucc. ex Steud.
- Arundinaria matake Siebold ex Miq.
- Arundinaria metake G.Nicholson
- Arundinaria usawae Hayata
- Bambusa japonica (Siebold & Zucc.) G.Nicholson
- Bambusa metake Sieber
- Bambusa mete Siebert & Voss
- Pleioblastus usawae (Hayata) Ohwi
- Pseudosasa japonica (Siebold & Zucc. ex Steud.) Makino ex Nakai
- Pseudosasa usawae (Hayata) Makino & Nemoto
- Sasa japonica (Steud.) Makino
- Yadakeya japonica (Steud.) Makino[3][4]